# Metro w Baku
Metro w Baku (azer. Bakı Metropoliteni) – system metra w Baku, stolicy Azerbejdżanu. Jest to jedyny system kolei podziemnej w tym kraju. Został on uruchomiony w 1967 i składa się z trzech linii o łącznej długości 40,7 km, na których zlokalizowanych jest 27 stacji pasażerskich. Ponadto w systemie pracuje jedna stacja techniczna.

## Historia

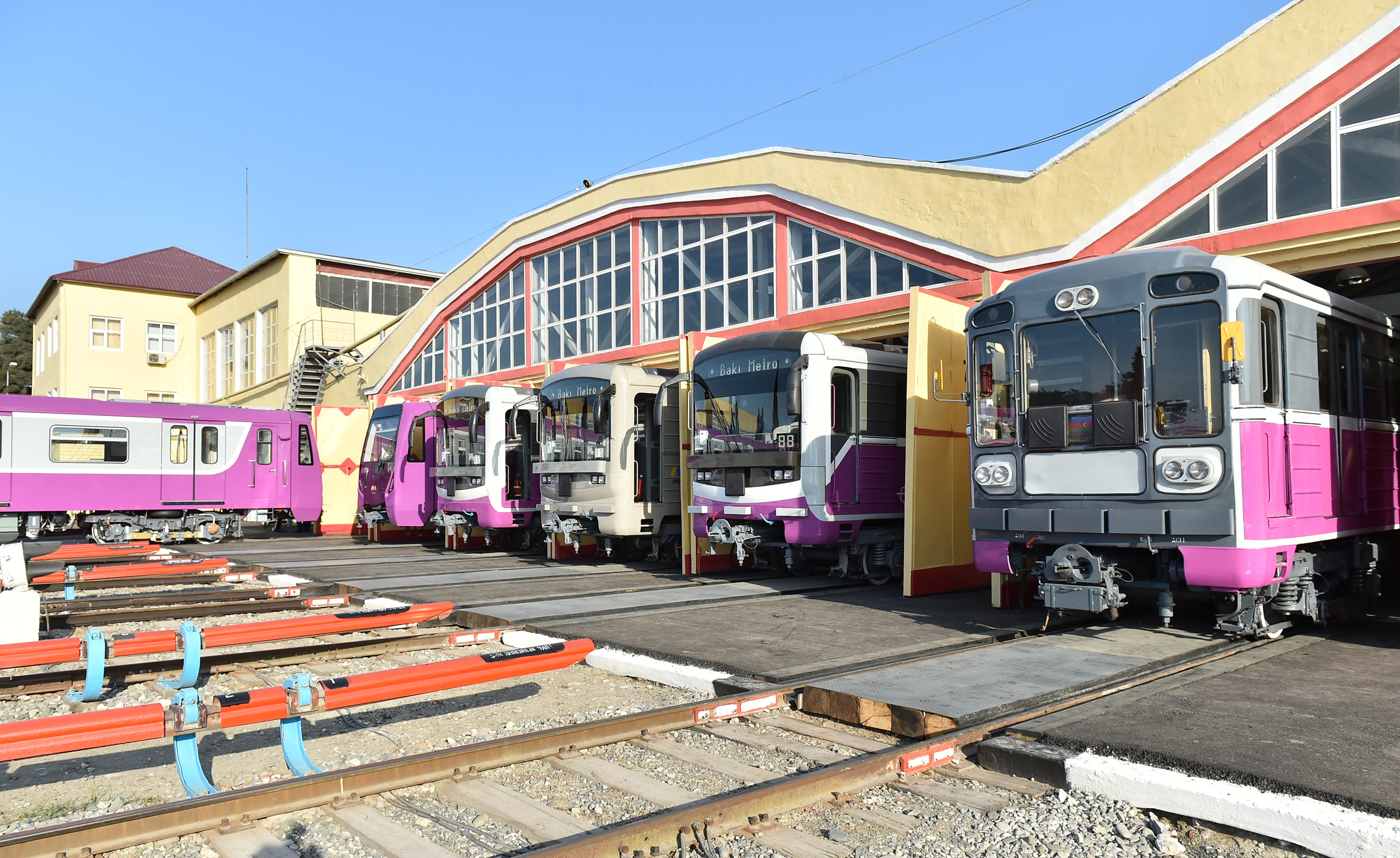
Tabor bakijskiego metra w zajezdni Nərimanov

W latach 30. XX w. pojawiły się pierwsze plany budowy metra w Baku, ale decyzję o jej rozpoczęciu podjęto dopiero w latach 40. Pierwsze prace ruszyły w 1951, ale przerwano je dwa lata później ze względów finansowych oraz trudnych warunków hydrogeologicznych.
W 1960 budowa została wznowiona, jednak w związku z rozwojem miasta zmienione zostały przebiegi linii oraz kolejność budowy odcinków. Z uwagi na położenie Baku porzucono charakterystyczny dla systemów metra w miastach byłego ZSRR układ trójkątny z trzema przecinającymi się liniami. Obrano wariant z dwoma liniami eliptycznymi krzyżującymi się przy dworcu kolejowym. Ponadto uproszczona została konstrukcja stacji przesiadkowej, dla której przyjęto założenie, że pociągi obydwu linii będą korzystać z jednego peronu.
6 listopada 1967, w 50. rocznicę rewolucji październikowej, jako piąty system kolei podziemnej w ZSRR po Moskwie, Leningradzie, Kijowie i Tbilisi, zostało uruchomione metro w Baku. Pierwszy odcinek czerwonej linii 1 liczył 6,5 km i składał się z 5 stacji. Rok później natomiast uruchomiony został 2,2-kilometrowy odcinek będący zaczątkiem zielonej linii 2, który kończył się na planowanej stacji przesiadkowej 28 Aprel będącej wówczas stacją wspólną obydwu nitek. W 1979 otwarto stację techniczną Elektrodepo, a do 1989 linie były wydłużane etapami.
Po rozpadzie ZSRR sytuacja polityczna Azerbejdżanu stała się niepewna i panował w nim kryzys ekonomiczny, w związku z czym, mimo trwających prac nad kolejnymi odcinkami, przerwano rozbudowę bakijskiego metra i nastąpiła dłuższa przerwa w rozwoju systemu. W 1993 stację przesiadkową, której nazwę zmieniono rok wcześniej na 28 May, rozbudowano o osobny peron dla linii 2 tworząc stację Cəfər Cabbarlı, co pozwoliło połączyć obydwa fragmenty tej nitki. Rok później miały miejsce dwa zamachy, w których zginęło 27 osób, a 107 zostało rannych. W 1995 natomiast doszło do pożaru pociągu w tunelu. W wypadku śmierć poniosło 289 pasażerów, zaś 265 było rannych. Za jego przyczynę oficjalnie uznano usterkę elektryczną, ale nie wykluczono możliwości sabotażu. Następne powiększenie systemu metra w Baku miało miejsce w 2002, kiedy to rozpoczęto eksploatację stacji Həzi Aslanov wybudowanej przy wsparciu finansowym Unii Europejskiej. W 2008 ponownie rozbudowano przesiadkową stację linii 2, a do 2011 otwierano kolejne stacje tej linii. System miał wówczas długość 34,6 km.
19 kwietnia 2016 uruchomiona została fioletowa linia 3 bakijskiego metra. Jej uroczystego otwarcia dokonał prezydent kraju İlham Əliyev. Po tej rozbudowie system osiągnął długość ponad 35 km.
W lutym 2018 podpisana została umowę z rosyjskim przedsiębiorstwem Mietrowagonmasz na dostawę 2 sztuk 5-członowych pociągów.
31 marca 2020 ze względu na pandemię COVID-19 metro zostało tymczasowo zamknięte. Ponowne zamknięcie nastąpiło od 19 października 2020 do 31 maja 2021.

### Chronologia
| Data                | Linia | Odcinek lub stacja              |        |
| ------------------- | ----- | ------------------------------- | ------ |
| 6 listopada 1967    | 1     | Bakı Soveti – Nəriman Nərimanov | [ 5 ]  |
| 22 lutego 1968      | 2     | Şaumyan – 28 Aprel              | [ 5 ]  |
| 5 maja 1970         | 1     | Nəriman Nərimanov – Ulduz       | [ 5 ]  |
| 6 listopada 1972    | 1     | Ulduz – Neftçilər               | [ 5 ]  |
| 31 grudnia 1976     | 2     | 28 Aprel – Nizami               | [ 5 ]  |
| 28 marca 1979       | 1     | Elektrodepo (stacja techniczna) | [ 5 ]  |
| 31 grudnia 1985     | 2     | Nizami – Memar Əcəmi            | [ 5 ]  |
| 28 kwietnia 1989    | 1     | Neftçilər – Əhmədli             | [ 5 ]  |
| 27 grudnia 1993     | 2     | Cəfər Cabbarlı                  | [ 5 ]  |
| 10 grudnia 2002     | 1     | Əhmədli – Həzi Aslanov          | [ 5 ]  |
| 9 października 2008 | 2     | Memar Əcəmi – Nəsimi            | [ 5 ]  |
| 30 grudnia 2009     | 2     | Nəsimi – Azadlıq prospekti      | [ 5 ]  |
| 29 sierpnia 2011    | 2     | Azadlıq prospekti – Dərnəgül    | [ 5 ]  |
| 19 kwietnia 2016    | 3     | Memar Əcəmi-2 – Avtovağzal      | [ 3 ]  |
| 29 maja 2021        | 3     | Avtovağzal – 8 Noyabr           | [ 10 ] |
| 23 grudnia 2022     | 3     | Avtovağzal – Xocəsən            | [ 4 ]  |

### Zmiany nazw
| Data zmiany      | Stara nazwa       | Nowa nazwa   |       |
| ---------------- | ----------------- | ------------ | ----- |
| 11 maja 1990     | Şaumyan           | Xətai        | [ 5 ] |
| 9 kwietnia 1992  | 26 Bakı komissarı | Sahil        | [ 5 ] |
| 9 kwietnia 1992  | 28 Aprel          | 28 May       | [ 5 ] |
| 27 kwietnia 1992 | Avrora            | Qara Qarayev | [ 5 ] |
| 27 kwietnia 1992 | XI Qızıl Ordu     | 20 Yanvar    | [ 5 ] |
| 1 stycznia 1993  | Elektrodepo       | Bakmil       | [ 5 ] |
| 25 kwietnia 2008 | Bakı Soveti       | İçərişəhər   | [ 5 ] |
| 30 grudnia 2011  | Məşədi Əzizbəyov  | Koroğlu      | [ 5 ] |

## Plany
Do 2030 planowane jest wydłużenie fioletowej linii 3 i zamknięcie w okrąg zielonej linii 2, a ponadto wybudowanie dwóch kolejnych linii – żółtej i niebieskiej. Wówczas system ma składać się łącznie z 76 stacji i 5 linii o długości 119 km.

## Linie
| Linia | Trasa                     | Data otwarcia    | Liczba stacji |       |
| ----- | ------------------------- | ---------------- | ------------- | ----- |
| 1     | İçərişəhər ↔ Həzi Aslanov | 6 listopada 1967 | 12            | [ 5 ] |
| 2     | Xətai ↔ Dərnəgül          | 22 lutego 1968   | 10            | [ 5 ] |
| 3     | Xocəsən ↔ 8 Noyabr        | 19 kwietnia 2016 | 4             | [ 3 ] |

## Interaktywna mapa
Linia 1
     Linia 2
     Autonomiczna część linii 2
     Odcinek wspólny linii 1 i 2
     Linia 3
     Odcinki w budowie